# (300033) 2006 UG109
(300033) 2006 UG109 es un asteroide perteneciente al cinturón de asteroides, descubierto el 18 de octubre de 2006 por el equipo del Spacewatch desde el Observatorio Nacional de Kitt Peak, Arizona, Estados Unidos.

## Designación y nombre
Designado provisionalmente como 2006 UG109.

## Características orbitales
2006 UG109 está situado a una distancia media del Sol de 3,115 ua, pudiendo alejarse hasta 3,391 ua y acercarse hasta 2,838 ua. Su excentricidad es 0,088 y la inclinación orbital 11,24 grados. Emplea 2008,43 días en completar una órbita alrededor del Sol.

## Características físicas
La magnitud absoluta de 2006 UG109 es 16,3.